# Imatong-Gebirge

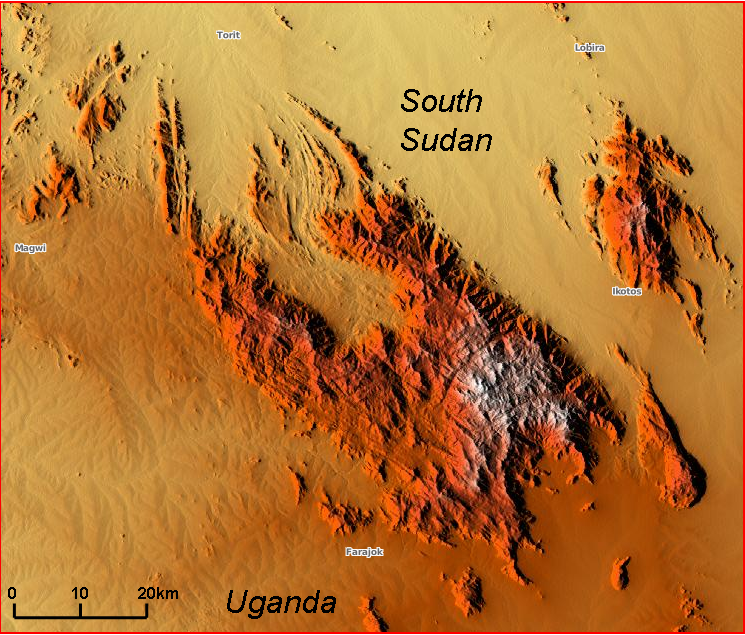
Reliefkarte des Imatong-Gebirges

Das Imatong-Gebirge (auch Immatong, seltener Matong) liegt im Südosten des Südsudan im Bundesstaat Eastern Equatoria und erstreckt sich bis nach Uganda. Die höchste Erhebung des Gebirges und zugleich des gesamten Südsudan ist der im Zentrum gelegene Kinyeti mit einer Höhe von 3187 Meter.

## Geschichte
Bis 1922 waren auf der offiziellen Karte des Anglo-Ägyptischen Sudan nur die Umrisse des Bergmassivs eingetragen. 1929 erreichte der Botaniker Thomas Ford Chipp, damals Vizedirektor der Royal Botanic Gardens in Kew, den Gipfel des Kinyeti und publizierte im selben Jahr einen Bericht über die Pflanzenwelt, der auch einige Fotografien enthielt. Die erste detailgenaue Karte erschien 1931. Später wurde von den Briten an der Nordseite, oberhalb des Ortes Gilo (1800 Meter) auf etwa 2200 Meter Höhe ein Beobachtungsposten eingerichtet. Der Biologe Neal A. Weber war mit Taxonomie beschäftigt und untersuchte 1942/43 die Ameisen in dem Gebiet.

## Geografie
Das Imatong-Massiv liegt rund 130 Kilometer südöstlich von Juba und südlich der wichtigen Verbindungsstraße über Torit zum kenianischen Grenzort Lokichoggio. Entlang der Grenze zwischen Sudan und Uganda liegen drei Berggebiete: im Osten des Imatong die 2623 Meter hohen Dongotono-Berge und weiter östlich die Didinga-Berge mit 2795 Meter Höhe. Das Hochland des Imatong ist 2500–2700 Meter hoch, mehrere Gipfel erreichen 3000 Meter. Die nordwestliche Bergkette wird im engeren Sinn als Imatong bezeichnet und führt die beiden Gipfel des Garia- und Konoro-Berges, die oberhalb der Dörfer Gilo und Katire (1000 Meter) liegen, zusammen. Im Westen erstreckt sich die Acholi-Bergkette, an deren Ausläufern und bis zur Grenzstadt Nimule einige Dörfer liegen. Durch den Shilok-Fluss, Nebenfluss des Koss, im Südosten vom Imatong-Massiv getrennt, liegt der isoliert stehende Berg Modole  (auch Langia genannt). Im Süden und jenseits der ugandischen Grenze im Distrikt Kitgum erheben sich bei den Kleinstädten Lututuru und Agoro die Agoro-Berge. Einige Gipfel um den Kinyeti werden auch Lolibai genannt.
Die Imatong- und Acholi-Berge werden durch das Kinyeti-Tal getrennt, der gleichnamige Fluss entwässert nach Nordwesten in den Weißen Nil. Im Westen dieses Tals liegt der Talanga-Wald, einer der drei noch verbliebenen Tieflandregenwälder innerhalb dieses Gebiets. Die beiden anderen Waldgebiete liegen in einem Flusstal südlich der Acholi-Berge. Nach Norden Richtung Torit fallen die Berge steil ab bis auf rund 600 Meter, die im Süden anschließende Ebene liegt auf 1000 Meter.
In der Ebene und bis 1000 Meter Höhe sind Schirmakazien-Arten (besonders Acacia abyssinica, A. albia, A. seyal) vorherrschend, außerdem wachsen Tamarindenbäume, Myrobalanen und in den Waldgebieten Khaya. In Höhen von 1000 bis 2900 m besteht die Pflanzenwelt hauptsächlich aus Bergwäldern von Steineiben sowie Croton und Macaranga (zu Euphorbien). In noch höheren Regionen wachsen Kosobaum-Dickichte und Erika.

## Bevölkerung
In den Dörfern und Einzelsiedlungen leben die zu den Niloten zählenden Lotuko, Acholi und im südlichen Teil Langi. Sie betreiben Subsistenzlandwirtschaft und teilweise Viehzucht. Seit Ende des Bürgerkriegs 2005 sind ausländische Entwicklungshelfer auch längere Zeit im Südsudan und erste christliche Missionare sehen ein Arbeitsgebiet in den abgelegenen Berggebieten. Die Zahl der christianisierten Lotuko liegt im einstelligen Prozentbereich.
Das Gebiet gehört zu den Rückzugsgebieten der Rebellen der Lord’s Resistance Army, die im Norden Ugandas gegen die Regierung kämpfen, für Anschläge im Südsudan verantwortlich sind und in den Bergen Schutz finden.